# Veertien onfeilbaren
De Veertien onfeilbaren zijn in het sjiisme  en alevitisme de profeet Mohammed, zijn dochter Fatima Zahra en de Twaalf Imams:
1. Imam Ali
2. Imam Hassan
3. Imam Hoessein
4. Imam Ali Zain al-Abidien
5. Imam Mohammed al-Baqir
6. Imam Jafar Sadiq
7. Imam Moesa al-Kazim
8. Imam Ali ar-Rida
9. Imam Mohammed at-Taqi
10. Imam Ali al-Hadi
11. Imam Hasan al-Askari
12. Imam Mohammed al-Mahdi